# Serjania suborbicularis
Serjania suborbicularis är en kinesträdsväxtart som beskrevs av Ludwig Radlkofer. Serjania suborbicularis ingår i släktet Serjania och familjen kinesträdsväxter. Inga underarter finns listade i Catalogue of Life.